# جورج كريستوفر
جورج كريستوفر (بالإنجليزية: George Christopher)‏ هو سياسي أمريكي، ولد في 8 ديسمبر 1907 بأركاديا في اليونان، وتوفي في 14 سبتمبر 2000 بسان فرانسيسكو في الولايات المتحدة. حزبياً، نشط في الحزب الجمهوري. وقد انتخب عمدة سان فرانسيسكو ‏.